# 馬卡比烏姆阿法姆足球會
馬卡比烏姆阿法姆足球會(Maccabi Umm al-Fahm F.C. (希伯來語：‎)是一支位於以色列烏姆阿法姆的職業足球會，目前於以色列足球丙級聯賽 乙組B角逐。

## 外部連結
- Maccabi Umm al-Fahm Israel Football Association （希伯来文）